# スティアン・ローデ・グレゲルセン
スティアン・ローデ・グレゲルセン（Stian Rode Gregersen, 1995年5月17日 - ）は、ノルウェー・ムーレ・オ・ロムスダール県クリスチャンスン出身のサッカー選手。メジャーリーグサッカー・アトランタ・ユナイテッドFC所属。ポジションはDF。

## クラブ経歴
地元クリスチャンスンのクラブチームのユースアカデミーを経て、2012年にモルデFKと契約。同年シーズンはクリスチャンスンBKへのローン移籍となり、3部リーグでプロデビュー。復帰後2年間出場無しに終わった後、2015年シーズンに再びクリスチャンスンBKでプレー。2016年シーズンより正式にモルデFKでプレー。2017年シーズンはリーグ戦27試合に出場。
2019年2月16日、IFエルフスボリへのローン移籍が発表。同年シーズンは26試合1ゴールを記録し、アルスヴェンスカン8位で終了。同シーズン終了後にモルデFKに復帰した。
2021年8月31日、FCジロンダン・ボルドーと4年契約を締結したことが発表された。
2024年1月11日、アトランタ・ユナイテッドFCに移籍した。

## 代表経歴
2021年3月に2022 FIFAワールドカップ・ヨーロッパ予選に向けてのノルウェー代表に初招集。28日のトルコ戦で先発で起用され、代表デビューを果たすも、試合開始早々にクリスティアン・トルストベットが一発退場となり、以降数的不利の闘いを強いられ、0-3で敗れた。